# Katarzyna Niewiadoma
Katarzyna „Kasia“ Niewiadoma, ausgesprochen kataˈʒɨna ˈkaɕa ɲɛvjaˈdɔma (* 29. September 1994 in Limanowa, Polen), ist eine polnische Radrennfahrerin. Ihr bislang größter sportlicher Erfolg ist der Sieg in der Gesamtwertung der Tour de France Femmes 2024.

## Sportliche Laufbahn
Niewiadoma, die in den Medien meist mit dem polnischen Diminutiv Kasia, ausgesprochen ˈkaɕa, benannt wird, wuchs in ihrem Heimatort Limanowa in den polnischen Inselbeskiden sowie in Krakau auf, wo sie auch ihre sportliche Laufbahn begann. 2012 belegte sie bei den polnischen Straßenmeisterschaften der Juniorinnen Rang zwei im Einzelzeitfahren. Im selben Jahr hatte sie zudem den Gesamtsieg bei den polnischen Geländemeisterschaften der Juniorinnen auf dem Mountainbike geholt.
Im Jahr darauf erreichte Niewiadoma bei den U23-Europameisterschaften Platz fünf im Straßenrennen, erneut den Gesamtsieg bei den polnischen Geländemeisterschaften der Juniorinnen auf dem Mountainbike, wurde Siebte der Gesamtwertung der Tour de Feminin – O cenu Českého Švýcarska sowie Zehnte der Holland Ladies Tour. 2014 wurde sie wiederum Dritte der polnischen Straßenmeisterschaften, Dritte der Tour of Norway und siegte beim GP Gippingen.
2015 gewann Niewiadoma die baskische Rundfahrt Emakumeen Bira, wurde Zweite des Straßenrennens bei den Europaspielen und belegte Platz fünf beim Giro d’Italia Femminile. Bei den Straßenradsport-Europameisterschaften der Junioren/U23 2015 errang sie im U23-Straßenrennen die Goldmedaille und belegte im Zeitfahren Rang fünf. Zudem gewann sie die Nachwuchswertung des Rad-Weltcups. Im Herbst des Jahres errang sie gemeinsam mit ihren Kolleginnen vom Rabo Liv Women Cycling Team bei den Straßen-Weltmeisterschaften die Bronzemedaille im Mannschaftszeitfahren. Das Jahr darauf verlief äußerst erfolgreich für sie: So gewann sie unter anderem die Gesamtwertung des Festival luxembourgeois du Cyclisme Féminin Elsy Jacobs, die Ronde van Gelderland, den Giro del Trentino Alto Adige, und sie wurde U23-Europameisterin im Straßenrennen sowie polnische Meisterin im Straßenrennen und im Einzelzeitfahren. Bei den Olympischen Sommerspielen wurde sie 18. im Einzelzeitfahren und Sechste im Straßenrennen.
2017 gewann Niewiadoma die britische Women’s Tour. Zur Saison 2018 wurde sie Mitglied im deutschen Team Canyon SRAM Racing. Die Saison begann sie mit einem Sieg beim Trofeo Alfredo Binda, bei der Kalifornien-Rundfahrt belegte sie in der Gesamtwertung Rang drei, und sie entschied die Gesamtwertung der Tour Cycliste Féminin International de l’Ardèche. 2019 gewann sie das Amstel Gold Race,  eine Etappe und die Bergwertung der Women’s Tour und war am Sieg ihres Teams bei Mannschaftszeitfahren des Giro d’Italia Women beteiligt.
2020 gewann Niewiadoma die Bronzemedaille im Straßenrennen der Europameisterschaften in Plouay, beim Giro d’Italia Women belegte sie den zweiten Platz in der Gesamtwertung. Auch 2021 erzielte sie zahlreiche Spitzenplatzierungen auf der UCI Women’s WorldTour, unter anderen den zweiten Platz beim La Flèche Wallonne Féminine und vierte Plätze bei der Trofeo Alfredo Binda und Liège–Bastogne–Liège Femmes. Bei den Olympischen Sommerspielen in Tokio belegte sie den 14. Platz im Straßenrennen. Gegen Ende der Saison 2021 errang Niewiadoma eine weitere Bronzemedaille, dieses Mal im Straßenrennen der Weltmeisterschaften in Flandern.
Bei der Premierenausgabe der Tour de France Femmes im Jahr 2022 wurde Niewiadoma Gesamtdritte, 2023 wurde sie wiederum Gesamtdritte und gewann darüber hinaus die Bergwertung. Dazu kamen weitere Spitzenplatzierungen, unter anderem der dritte Platz bei der Women’s Tour 2022 und der zweite Platz bei der Tour de Romandie Féminin 2023, ein weiterer Sieg auf der Straße gelang ihr bis dahin nicht. Im Herbst 2023 gewann sie den Titel bei den Gravel-Weltmeisterschaften.
Nach Platz zwei der Gesamtwertung bei der Setmana Ciclista Valenciana, dem vierten Platz bei der Strade Bianche und dem zweiten Platz bei der Flandern-Rundfahrt konnte Niewiadoma 2024 nach fast fünf Jahren ohne Sieg den Flèche Wallonne für sich entscheiden.
Am 15. August 2024 übernahm Niewiadoma während der Tour de France Femmes von der gestürzten Demi Vollering das Gelbe Trikot der Gesamtführenden und verteidigte dieses bis zum Schluss der Rundfahrt trotz Vollerings Sieg auf der letzten Etappe mit dem erstmals bei den Frauen gefahrenen legendären Schlussanstieg nach L’Alpe d’Huez, mit einem äußerst knappen Vorsprung von vier Sekunden.

## Erfolge
2013
- Polnische Meisterin – Bergrennen

2015
- Weltmeisterschaft – Mannschaftszeitfahren (mit Lucinda Brand, Thalita de Jong, Shara Gillow, Roxane Knetemann und Anna van der Breggen)
- Europameisterin (U23) – Straßenrennen
- Europaspiele – Straßenrennen
- Emakumeen Bira

2016
- Gesamtwertung und eine Etappe Festival luxembourgeois du Cyclisme Féminin Elsy Jacobs
- Ronde van Gelderland
- Giro del Trentino Alto Adige
- Polnische Meisterin – Straßenrennen, Einzelzeitfahren
- eine Etappe Holland Ladies Tour
- Europameisterin (U23) – Straßenrennen

2017
- Gesamtwertung und eine Etappe Women’s Tour

2018
- Trofeo Alfredo Binda
- Bergwertung Ladies Tour of Norway
- Gesamtwertung, eine Etappe und Bergwertung Tour Cycliste Féminin International de l’Ardèche

2019
- Amstel Gold Race
- eine Etappe und Bergwertung Women’s Tour
- Mannschaftszeitfahren Giro d’Italia Femminile

2020
- Europameisterschaft –  Straßenrennen

2021
- Weltmeisterschaft –  Straßenrennen

2023
- Bergwertung Tour de France Femmes
- Weltmeisterin – Gravelrennen

2024
- Flèche Wallonne
- Bergwertung Thüringen Ladies Tour
- Gesamtwertung Tour de France Femmes

2025
- Polnische Meisterin – Straßenrennen

## Persönliches
Niewiadoma ist seit Mai 2024 mit dem ehemaligen Radrennfahrer Taylor Phinney verheiratet. Ihren Hauptwohnsitz und Trainingsstützpunkt verlegte sie ab 2019 schrittweise von Ochotnica Dolna im Süden Polens nach Girona im Norden Spaniens.